# Labette
Labette är en ort i Labette County i Kansas. Vid 2010 års folkräkning hade Labette 78 invånare.